# Liste der Kulturdenkmäler in Neidenbach
In der Liste der Kulturdenkmäler in Neidenbach sind alle Kulturdenkmäler der rheinland-pfälzischen Ortsgemeinde Neidenbach aufgeführt. Grundlage ist die Denkmalliste des Landes Rheinland-Pfalz (Stand: 27. Juni 2022).

## Denkmalzonen
| Bezeichnung                   | Lage                             | Baujahr                           | Beschreibung | Bild |
| ----------------------------- | -------------------------------- | --------------------------------- | --- | ---- |
| Denkmalzone Densborner Straße | Densborner Straße 14 und 16 Lage | erste Hälfte des 19. Jahrhunderts | Baugruppe aus einer Erweiterung des Ortes in der ersten Hälfte des 19. Jahrhunderts, bestehend aus zwei eingeschossigen Unterstallhäusern einschließlich der Wirtschaftsgebäude; straßenbildprägend | BW   |

## Einzeldenkmäler
| Bezeichnung                       | Lage                                                        | Baujahr                                | Beschreibung | Bild                           |
| --------------------------------- | ----------------------------------------------------------- | -------------------------------------- | --- | ------------------------------ |
| Friedhofskreuz                    | Bachstraße, auf dem Friedhof Lage                           | 1902                                   | Friedhof 1901 angelegt; Friedhofskreuz mit Metallkorpus, 1902 | BW                             |
| Hofanlage                         | Densborner Straße 39 Lage                                   | 1884                                   | eingeschossiges Wohnstallhaus mit Flurküche, bezeichnet 1884, Backofenanbau | BW                             |
| Waschplatz                        | Kyllburger Straße Lage                                      | 19. Jahrhundert                        | Waschplatz; Wasserbecken und Platz von Sandsteinmauern eingefasst, Bleichwiese, wohl aus dem 19. Jahrhundert | BW                             |
| Scheune                           | Kyllburger Straße, zwischen Nr. 8 und 12 Lage               | 18. Jahrhundert                        | Scheune mit Treppengiebel, eventuell noch aus dem 18. Jahrhundert | BW                             |
| Wegekreuz                         | Kyllburger Straße, bei Nr. 12 Lage                          | 1661                                   | Schaftkreuz, bezeichnet 1661 | BW                             |
| Wegekreuz                         | Kyllburger Straße, bei Nr. 13 Lage                          | 16. oder frühes 17. Jahrhundert        | Vollnischenkreuz, 16. oder frühes 17. Jahrhundert | BW                             |
| Katholische Pfarrkirche St. Peter | Pommericher Weg Lage                                        | 1924–26                                | barockisierender Putzbau, 1924–26, Architekt Peter Marx, Trier, Fenstereinfassungen und Chor von 1778, Westturm mit Glockengeschoss, 16. oder frühes 17. Jahrhundert, ehemaliges Westportal, bezeichnet 1725; in der Stützmauer oberer Abschluss eines mittelalterlichen Sakramentshäuschens | weitere Bilder Fotos hochladen |
| Wohnhaus                          | Pommericher Weg 4 Lage                                      | 1762                                   | barockes Wohnhaus mit Treppengiebeln, bezeichnet 1762 | BW                             |
| Pfarrhaus                         | Pommericher Weg 13 Lage                                     | 1768                                   | Pfarrhaus; barocker Putzbau auf geschosshohem Keller, bezeichnet 1768 | BW                             |
| Wegekapelle                       | Röderweg, Ecke Kyllburger Straße Lage                       | 1933                                   | Wegekapelle; einfacher Bruchsteinbau, 1933 | BW                             |
| Wegekreuz                         | nordöstlich des Ortes an der K 81 Lage                      | 1872                                   | gotisierendes Sockelkreuz, 1872 | BW                             |
| Wegekreuz                         | nordöstlich des Ortes und östlich des Weilers Erntehof Lage | spätes 18. oder frühes 19. Jahrhundert | Balkenkreuz, wohl aus dem späten 18. oder frühen 19. Jahrhundert | BW                             |
| Wegekreuz                         | nordwestlich des Ortes Lage                                 | 1694                                   | Schaftkreuz, bezeichnet 1694 | BW                             |
| Bildstock                         | nordwestlich des Ortes Lage                                 | 1844                                   | Bildstock, Sockel bezeichnet 1844 | BW                             |
| Bildstock                         | östlich des Ortes an der K 82 Lage                          | 1827                                   | reliefierter Bildstock, 1827, Abschlusskreuz jünger | Fotos hochladen                |
| Wegekreuz                         | südlich des Ortes Lage                                      | 1727                                   | Nischenkreuz, bezeichnet 1727 | BW                             |